# Meho Kodro
Mehmed „Meho“ Kodro (* 12. Januar 1967 in Mostar, damals SFR Jugoslawien, heute Bosnien und Herzegowina) ist ein ehemaliger jugoslawischer, später bosnisch-herzegowinischer Fußballspieler und heutiger -trainer.

## Spielerkarriere
Mehmed „Meho“ Kodro begann seine Karriere 1985 bei Velež Mostar im damaligen Jugoslawien. Als der jugoslawische Krieg ausbrach, wechselte er nach Spanien, wo er den Rest seiner Karriere verbrachte. Zunächst spielte er für Real Sociedad San Sebastián, wo er seine spielerisch beste Zeit hatte und ein gefürchteter Torjäger wurde. In der Saison 1993/94 schoss er 23 Tore und in der folgenden Saison war er nach Iván Zamorano zweitbester Torschütze der gesamten Liga mit 25 Treffern.
1995 wurde er von Johan Cruyff zum FC Barcelona geholt. In Barcelona konnte er sich jedoch nicht durchsetzen und schoss in einem Jahr nur neun Tore. In dieser Zeit war er physisch durch Verletzungen und psychisch durch den in seiner Heimat wütenden Krieg geschwächt.
Nach nur einem Jahr in Barcelona schloss er sich 1996 dem CD Teneriffa an, kam jedoch in drei Jahren nicht an die Form heran, die er in San Sebastian gehabt hatte.
Von 1999 bis 2000 spielte er für Deportivo Alavés. Danach spielte er noch eine Saison für Maccabi Tel Aviv und beendete seine Karriere.
Kodro war 1991/92 Teil der jugoslawischen Nationalmannschaft, für die er zwei Partien bestritt. Von 1996 bis 2000 spielte er für Bosnien und Herzegowina und absolvierte 13 Spiele, in denen er drei Mal traf.

## Trainerkarriere
Von März bis Oktober 2006 arbeitete er als Co-Trainer von José María Bakero bei Real Sociedad San Sebastián. Ab dem 5. Januar 2008 war er Trainer der bosnisch-herzegowinischen Fußballnationalmannschaft. Am 16. Mai 2008 wurde er entlassen, weil er sich geweigert hat, ein ohne ihn ausgemachtes Freundschaftsspiel gegen den Iran zu bestreiten. Als Gegner des Freundschaftsspiels war damals eigentlich Polen vorgesehen, aber der iranische Fußballverband zahlte dem bosnischen Verband 100.000 Euro, damit das persische Team den Vorrang bekommt. Nach seiner Entlassung als Nationaltrainer bei Bosnien, kehrte er zu Real Sociedad San Sebastián zurück und übernahm das Prebenjamin Team. Nach zwei Jahren im Leistungszentrum von Real Sociedad, wurde er Trainer der in der Segunda División B spielenden Reserve-Mannschaft. Am 30. September 2014 wurde Kodro als neuer Chef-Trainer des bosnisch-herzegowinischen Erstligisten FK Sarajevo vorgestellt.
Per 1. Januar 2017 wurde Kodro vom Schweizer Traditionsverein Servette FC als Chef-Trainer verpflichtet.

## Erfolge
- Jugoslawischer Pokalsieger: 1985/86 (mit Velež Mostar)
- Sieger der Supercopa de España: 1996 (mit dem FC Barcelona)

## Persönliches
Sein 1993 in Donostia-San Sebastián geborener Sohn Kenan trat in seiner Fußstapfen. Der Flügelspieler durchlief u. a. die spanische U-16 Fußballnationalmannschaft und spielte in der Segunda División B für die Reserve von Real Sociedad San Sebastián und CD Lagun Onak.